# Lucy Tyler-Sharman
Lucy Tyler-Sharman, née le 6 juin 1965 à Louisville, est une coureuse cycliste australienne. Elle a notamment été championne du monde de poursuite individuelle en 1998. Elle a également été médaillée de bronze de la course aux points en 1996.

## Palmarès

### Jeux olympiques
- Atlanta 1996
  -  Médaillée de bronze de la course aux points

### Championnats du monde
- 1996
  -  Médaillée d'argent de la poursuite individuelle
- 1998
  -  Championne du monde de poursuite individuelle

### Championnats nationaux
- Championne des États-Unis du kilomètre en 1993
- Championne des États-Unis de vitesse en 1993